# Huaorani
Els huaorani, també anomenats waorani, waodani o aucas (terme quítxua per a «salvatge») són un grup ètnic de l'Amazònia de l'Equador. El seu territori se situa entre els rius Curaray i Napo, en una àrea d'uns 30.000 km² a les províncies d'Orellana i de Pastaza. La població està dividida en diverses comunitats i conjuntament representen uns 2.000 individus.
Els huaorani parlen la llengua anomenada huao terero, una llengua aïllada. Tradicionalment els huaorani s'han mantingut al marge dels contactes amb altres pobles i amb els colonitzadors (anomenats cowode en huao terero, literalment «caníbals no humans»). En els darrers quaranta anys, però, i especialment a causa de la penetració a la selva d'equips d'extracció petroliera, s'han convertit en comunitats sedentàries establertes en poblats a la selva. Tot i així cinc comunitats (els Tagaeri, Huiñatare, Oñamenane i dos grups de Taromenane) han rebutjat qualsevol contacte amb no-huaorani i s'han anat desplaçant cap a zones més aïllades, especialment cap a la frontera peruana.

## Història

Localització del Yasuní i territori Huaorani a l'Equador.

Fins a mitjan segle xx els huaorani havien estat coneguts principalment en escassos relats de missioners. Tradicionalment, van ser un poble d'hàbils caçadors i de guerrers, que ocupaven un hàbitat bàsicament interfluvial. Els diferents grups, tribus o clans de huaorani estaven units per llaços de parentiu, però les seves relacions es caracteritzaven per l'hostilitat i la guerra permanent intertribal, així com amb els estranys. Les guerres, en general, no tenien un caràcter conqueridor, sinó social i de reproducció del poble a través de complexos mecanismes.
Sembla que cap a l'època de la Segona Guerra Mundial hi hagué un gran nombre de matances entre clans, que provocà la mort de fins a un 60 % dels huaorani. No és clara la causa d'aquestes matances, però possiblement fossin revenges per diverses morts que, en realitat, foren produïdes per la introducció de malalties foranes. En aquests primers anys de contacte directe, els huaorani eren molt hostils als estranys, especialment prospectors de les empreses petrolieres i els seus empleats, fet que va donar lloc al nom de la tribu en quítxua: auca, que significa «salvatge». Cap a la dècada de 1950 autors com Yost, Wallis i Elliot en distingien quatre grups principals: Guequetari, Piyemoiri, Baihuaorani i Huespeiri.
El 1958 es produïren els primers contactes, amb el SIL (Summer Institute of Linguistics) i les empreses petrolieres i el SIL inicià un ambiciós procés d'agrupament i assentament de tribus en territoris concedits pel govern, però pocs anys després, a causa de l'augment de la densitat de població i la consegüent disminució dels recursos, molts grups huaorani es tornaren a dispersar. El paper del SIL ha estat molt controvertit, ja que per a alguns és un agent encobert dels interessos dels Estats Units, i la CONAIE n'exigeix l'expulsió del país. D'altra banda se l'ha acusat també d'imposar formes de vida occidentalitzades a les poblacions huaorani, a més de ser pràcticament l'únic interlocutor entre la comunitat i la resta del món, especialment el govern de l'Equador.
Per aquests motius el 1989 un grup de huaorani decidí reagrupar-se al marge dels assentaments del SIL i formaren la comunitat de Quehueire Ono. La seva intenció era retornar a les velles tradicions huaorani sense abandonar algunes eines que els proporcionava el món occidental. Contactaren directament amb el govern de la província de Napo i s'inicià la construcció d'una escola per a la comunitat. Actualment Quehueire Ono és el segon assentament més important de huaorani. El març de 1990 es creà la Organización de la Nación Huaorani de la Amazonía Ecuatoriana (ONHAE), integrada dins la Confederación de Nacionalidades Indígenas de la Amazonía Ecuatoriana (CONFENIAE), al seu torn membre de la CONAIE. El seu objectiu se ser l'òrgan representatiu del poble huaorani davant del govern equatorià i les empreses petrolieres. Gràcies als esforços de la CONAIE, el govern concedí la propietat legal de 6.700 km² de terres als huaorani, un terç dels territoris tradicionals. La ONHAE funciona basant-se en assemblees comunitàries en tots els grups huaorani amb contacte amb l'exterior.
El 2005 es produí el darrer conflicte sobre els drets de perforació, quan els huaorani denunciaren la concessió governamental d'un nou emplaçament petrolier a Petrobras de 1.000 km² dins del parc nacional Yasuní.

## Llengua i família lingüística

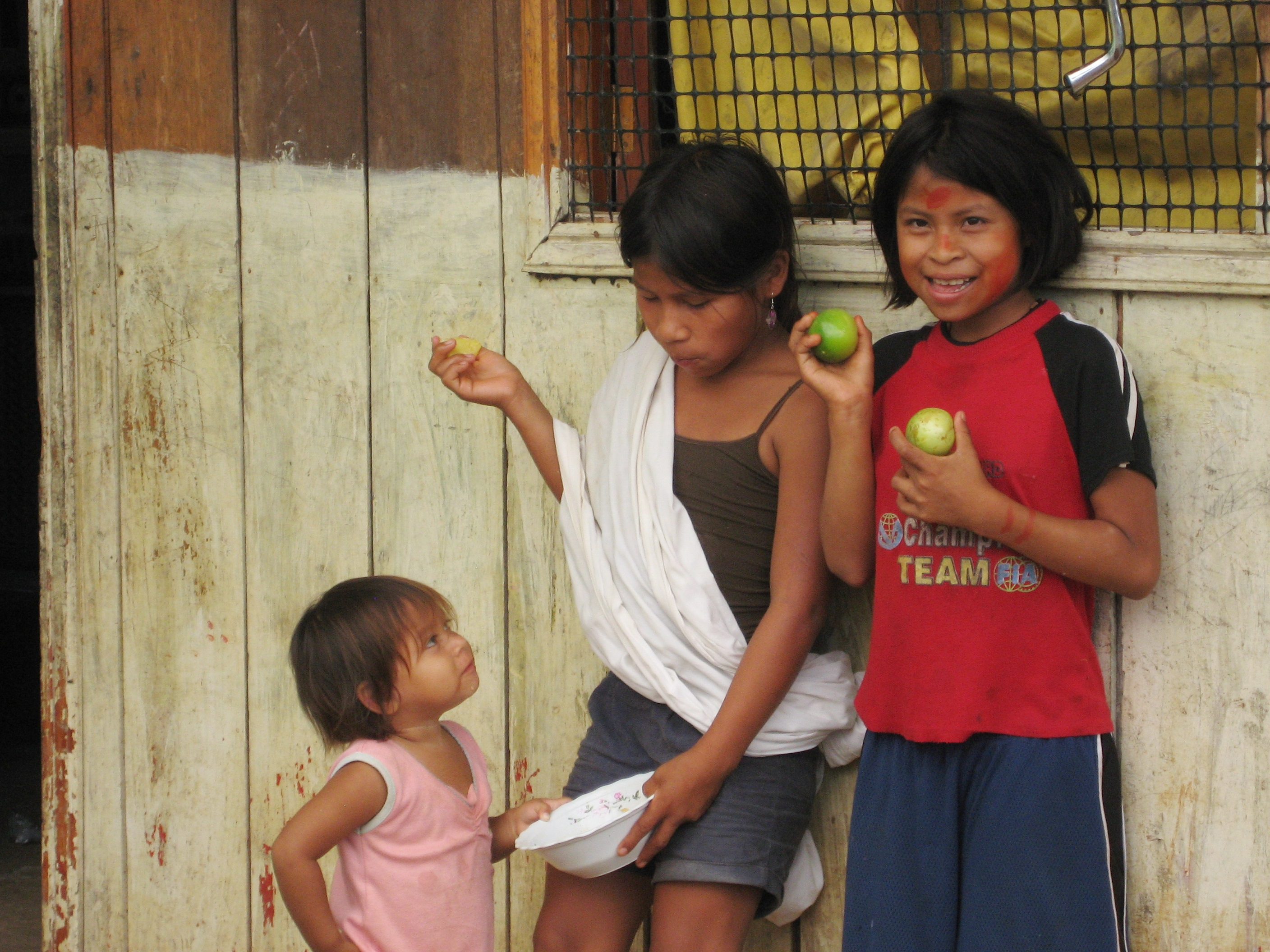
Nens huaorani.

La llengua huaorani, anomenada també Sabela, Wao Tededö, Waodäni, Waodäni Tededö, Waos o Auca (pejoratiu), té uns 1.650 parlants (2004), tots d'ells a l'Equador, i es classifica com a llengua aïllada, de la qual no es troba lligam ni ascendència comuna amb cap altra llengua, motiu pel qual es considera que constitueix una família lingüística pròpia. El huaorani es considera ‘amenaçat’ a causa de l'emergència del bilingüisme huaorani-quítxua arran de matrimonis mixtos o interètnics i dels programes d'educació bilingües amb professors quítxues que no parlen huaorani; i també per l'espanyol, a causa del domini d'aquesta llengua en els pobles veïns. Existeixen diferències dialectals entre els grups que viuen al llarg dels rius Tivacuno (Tihuakuna), Shiripuno (Schiripuno) i Tiputini, així com entre l'idioma huao i els tarometanis. En els últims 50 anys s'han desenvolupat diferents sistemes de transcripció, així com una ortografia estàndard, però encara no existeix un diccionari ni una gramàtica completa de huaorani.

## Economia

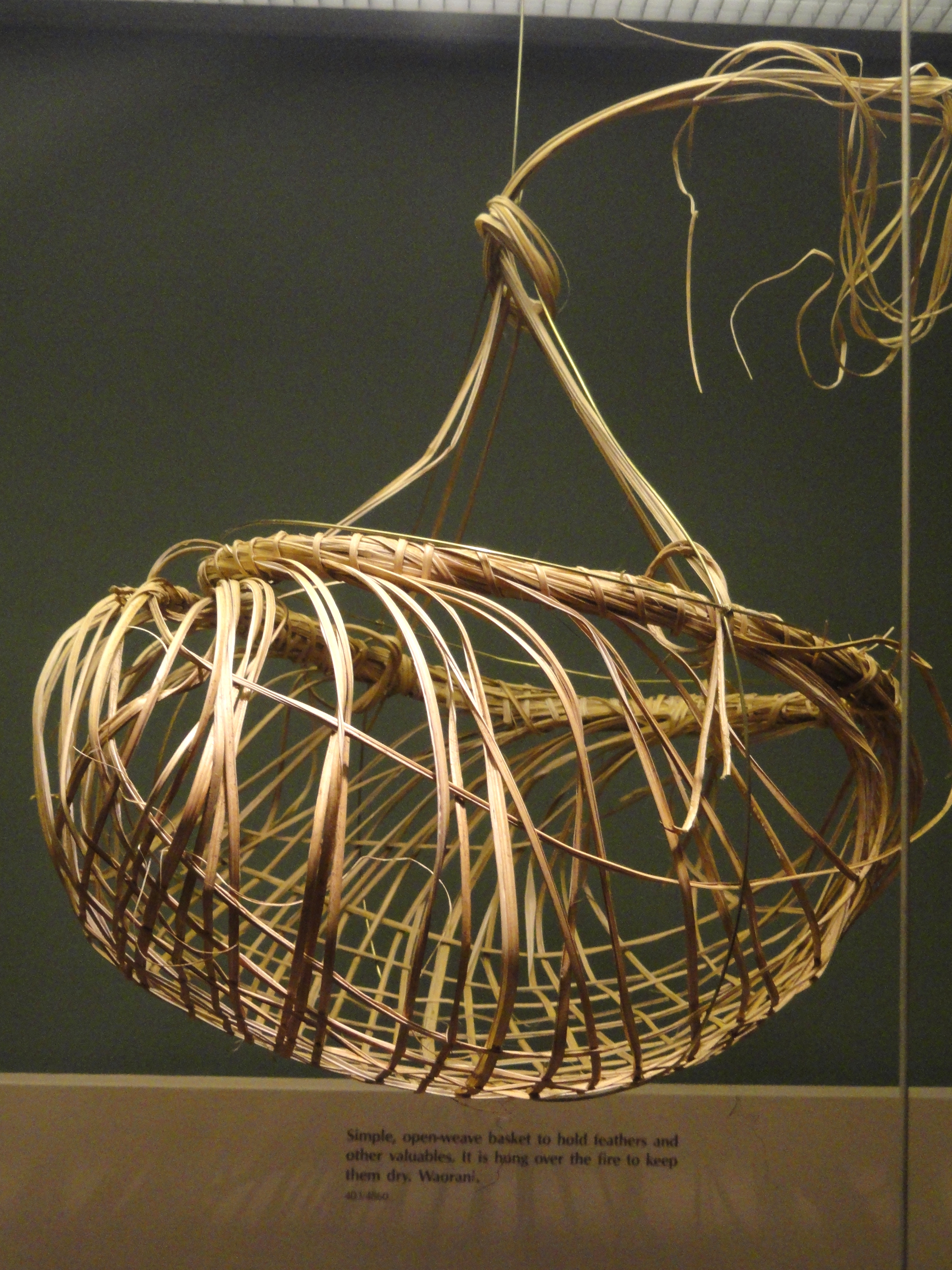
Cistella huaorani.

Malgrat que avui dia només un petit grup s'aferra a l'autarquia –els tagaeris–, els huaoranis continuen depenent àmpliament de l'abundància de la selva per via de la caça i recol·lecció diària. La localització dels recursos és coneguda i previsible; els huaorani depenen també de plantes antropofítiques o semidomesticades, a més a més de posar en pràctica tècniques per afavorir el creixement de determinades espècies en antics llocs habitats. Per diferenciar el seminomadisme huaorani –que recorre llocs coneguts i antropomorfitzats– de la noció occidental dels caçadors-recol·lectors que simplement ‘saquegen' l'entorn, Rival s'hi refereix com a senderistes –emfasitzant una ‘mobilitat per llocs coneguts'–. Recentment, a més, una part de la població s'ha establert en assentaments permanents.
L'economia de subsistència huaorani no es basa en la producció, sinó en l'obtenció, sense un interès predominant pel futur: recol·lecten diferents plantes, fulles i fruites, cacen sobretot ocells, micos, cérvols i pècaris – amb sarbatanes o amb llances de chonta per als pècaris i per a pescar peixos grans; dones i nens pesquen peixos més menuts amb xarxes fetes de fibres vegetals–, pesquen de forma marginal i practiquen l'agricultura itinerant de forma limitada. L'activitat de recol·lecció dels recursos, ömere äante gobopa (literalment ‘visitar el bosc per recollir quelcom’) implica una manera pròpia de moure’s per la selva i inclou recollir el necessari per al dia –incloent caçar–, prendre nota dels recursos per a més endavant, controlar el creixement de la vegetació i, en general, qualsevol canvi en l'entorn, i en zones desconegudes, determinar si havien estat habitades anteriorment –i per tant, si han sigut modificades per la mà de l'home–. Acabada la recol·lecció, el menjar obtingut individualment es comparteix amb els corresidents de la maloca.L'avenç de la prospecció petroliera i la intervenció ‘civilitzadora’ del SIL, accelerats per la creació d'escoles i la integració en el sistema de mercat, resultà en la sedentarització i adaptació als rius del 80 % de la població en menys del 10 % del territori, i convertí la pesca en un element clau de la l'economia de subsistència en molts dels assentaments. De la mateixa manera, tradicionalment només caçaven aus i pècaris, però el contacte amb altres grups ètnics, a qui els huaorani han vist menjar tota mena de carn, ha fomentat la caça d'altres espècies.

## Organització social i política

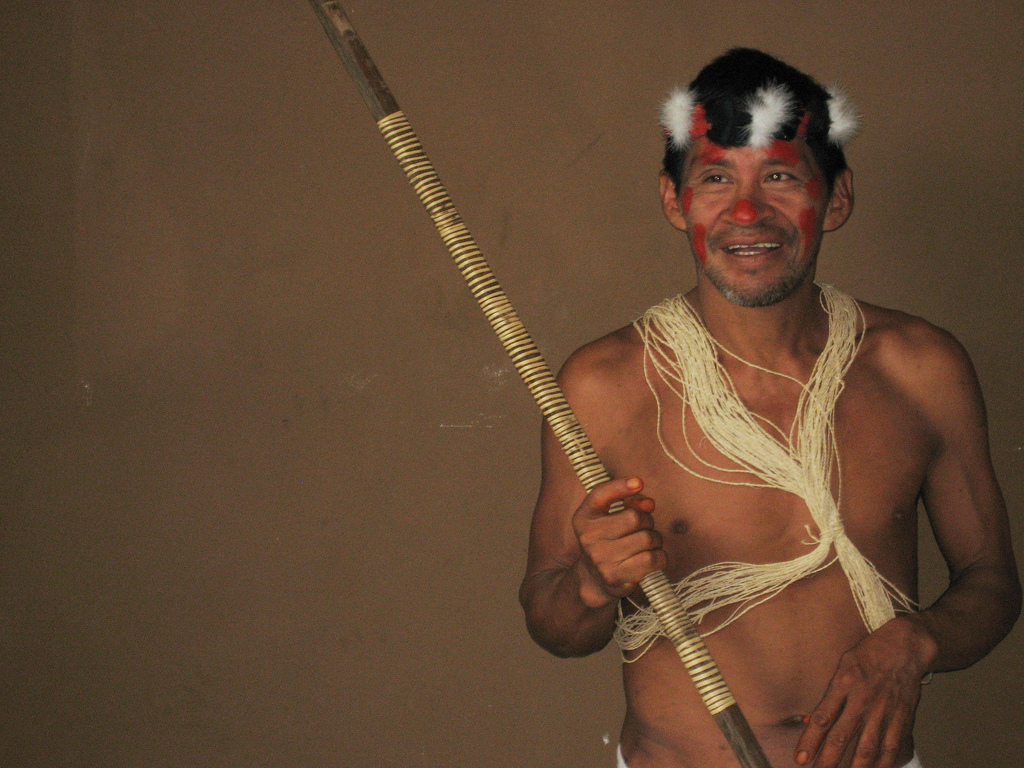
Líder huaorani.

Els huaoranis s'organitzen en comunitats constituïdes per grups residencials endògamics basats en el parentiu, notablement igualitaris. Es diferencien internament entre huaomoni (‘nosaltres'), si es reconeixen com a parents, i huarani (‘els altres'), i s'oposen conjuntament a ‘l'altre’ (cohuori, ‘el caníbal altre’, tot aquell que no és huaorani). Quan la població és estable, la població es divideix en xarxes de malocas unides per aliances matrimonials estructurades, al seu temps, per la distinció entre huaomoni i huarani.
La unitat social bàsica de la societat huaorani, el grup residencial uxorilocal de la maloca (nanicabo) o casa comunal, comprèn entre 10 i 45 membres; normalment una parella major (un home casat amb una o més germanes), amb les seves filles, amb els respectius marits i fills, de tenir-ne, i els seus fills solters; i és la coexistència el que crea vincles entre els membres, més que no pas una relació estrictament genealògica. El nanicabo és percebut pels altres com una identitat col·lectiva, als membres de la qual s'atribueix una forma de ser comuna –una olor, una manera de tallar-se el cabell, etc. Tradicionalment, els processos de presa de decisions interns entre els huaorani s'han construït sobre la idea del consens dins del grup, que s'escindia en cas de divisió insalvable. Segons Rival, els huaoranis  senten que els individus han d'escollir lliurement quan i com treballar en el dia a dia, i no donen ordres ni les accepten al respecte, però degut al contacte extern, estan també habituats a mecanismes representatius i reunions formals. Actualment, la ONHAE defensa els interessos del poble huaorani, essent el Biye, una gran reunió de representants de les diferents comunitats huaorani, la seva institució principal, on, entre altres funcions, s'escullen president, vicepresident i d'altres dirigents de la ONHAE.

## Cosmologia i sistema de creences
Tradicionalment, els huaorani han mantingut un sistema animista que no distingia entre el món físic i un món espiritual; a partir del contacte extern, una part de la població fou cristianitzada han incorporat elements del cristianisme. Rival destaca la noció huaorani de ser preses constantment amenaçades, que basa l'oposició entre huaorani i cohuori. En la seva hostilitat no busquen la immortalitat transcendental, sinó una vida terrestre que val la pena viure, i que requereix assegurar una autonomia cultural i política vers les intervencions externes, tant veïns ‘terrenals' com fantasmes o esperits.

## Situació actual respecte a l'Estat nacional i instàncies internacionals

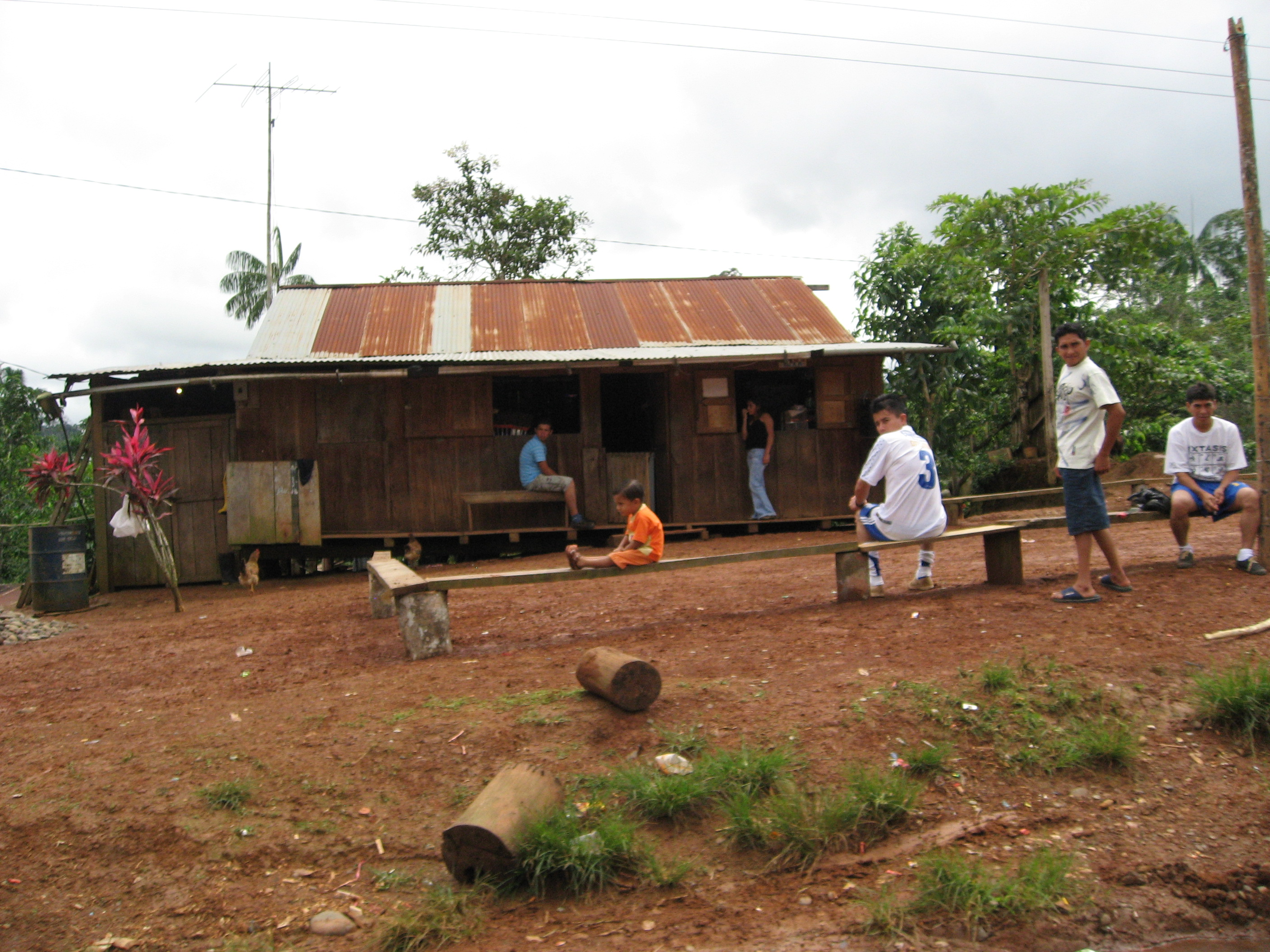
Vil·la huaorani.

Entre 1989 i 1990 es creà la Organización de las Nacionalidades Huaorani de la Amazonía Ecuatoriana (ONHAE). L'organització ha passat a formar part de la CONFENIAE (Confederación de Nacionalidades Indígenas de la Amazonía Ecuatoriana) i subseqüentment, en la CONAIE (Confederación de Nacionalidades Indígenas del Ecuador).
Segons Ziegler-Otero, la ONHAE ha proporcionat als huaorani una veu pròpia i lliure del filtre pro-capitalista, pro-desenvolupament, així com de les missions, per primera vegada. Aquesta representa els interessos dels huaorani en els conflictes amb l'Estat, les corporacions multinacionals, els missioners i altres federacions indígenes. Per a aquest autor, no obstant, la ONHAE s'ha mantingut com una forma d'organització local i personal, dominada per personalitats individuals sota la pressió de forces externes, i ha arribat a acords que permeten a empreses petrolieres seguir explotant el seu territori a canvi d'unes poques promeses sovint incomplertes. Recentment, la ONHAH ha canviat el seu nom a NAWE (Nacionalidad Waorani del Ecuador).
Quant a termes legals, la nova constitució de l'Equador de l'any 2008 declarà l'Estat és “[…] intercultural, plurinacional i laic [...]” (Art. 1), reconeixent la diversitat ètnica i atorgant drets col·lectius a les diferents comunitats, pobles i nacionalitats (Art. 57) i la possibilitat de constituir circumscripcions territorials regulades per llei per a preservar la seva cultura, com ara la propietat col·lectiva de la terra com una “forma ancestral d'organització territorial” (Art. 60).

## Relacions interètniques
Els huaorani conviuen amb comunitats quítxua, shuar i zaparo dins del seu propi territori; si bé històricament els huaoranis havien sigut hostils a aquests grups, actualment les relacions són més cordials. Actualment, els huaoranis estan connectats a altres grups ètnics a través de la ONHAE, CONFENIAE i CONAIE; aquesta connexió ha resultat ser una altra font de tensió amb alguns grups que no veuen amb bons ulls els acords entre la ONHAE i les companyies petrolieres per considerar que debiliten la seva posició respectiva en les negociacions amb empreses i l'Estat.